# Hvozdná
Hvozdná (en allemand : Hwozdna, de 1939 à 1945 : Tiefenwald) est une commune du district et de la région de Zlín, en République tchèque. Sa population s'élevait à 1 296 habitants en 2020.

## Géographie
Hvozdná se trouve à 7 km au nord-est du centre de Zlín, à 84 km à l'est-nord-est de Brno et à 256 km au sud-est de Prague.
La commune est limitée par Ostrata au nord, par Březová au nord-est, par Veselá à l'est, et par Zlín au sud et à l'ouest.

## Histoire
La première mention écrite du village date de 1446.

## Transports
Par la route, Hvozdná se trouve à 9 km de Zlín, à 99 km de Brno et à 305 km de Prague.